# 蒙舍
蒙舍（法語：Moncheux，法語發音：[mɔ̃ʃø]）是法国摩泽尔省的一个市镇，属于梅斯区。

## 地理
蒙舍（48°56'9"N, 6°20'12"E）面积7.35 平方千米，位于法国大東部大區摩泽尔省，该省份为法国东北部内陆省份，是洛林的一部分，西南接默尔特-摩泽尔省，东临下莱茵省，北与卢森堡和德国接壤。
与蒙舍接壤的市镇（或旧市镇、城区）包括：福维尔、瑞维尔、吕皮、萨伊-阿沙泰勒、特拉尼、维尔蒙。

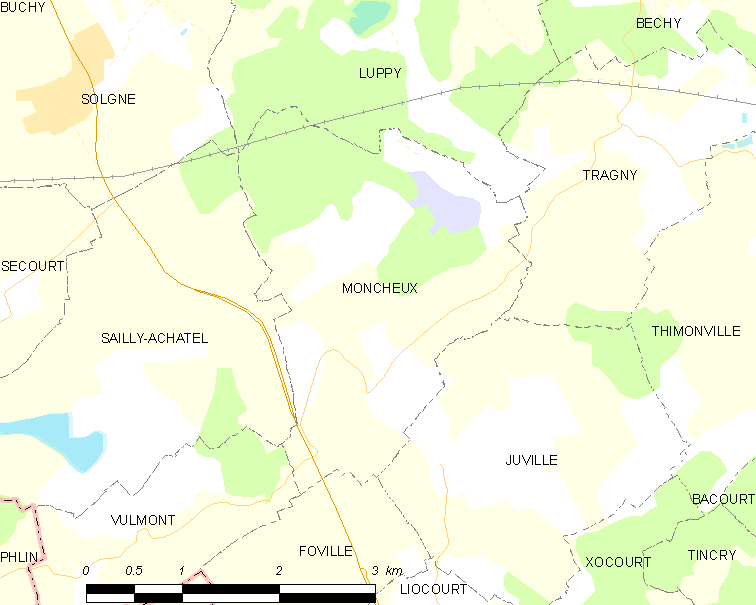
蒙舍的OSM定位图

蒙舍的时区为UTC+01:00、UTC+02:00（夏令时）。

## 行政
蒙舍的邮政编码为57420，INSEE市镇编码为57472。

## 政治
蒙舍所属的省级选区为索努瓦县。

## 人口

1962-2008年间蒙舍人口变化图示

蒙舍于2022年1月1日时的人口数量为146人。